# Pélican gris
Pelecanus rufescens
Espèce
Statut de conservation UICN

 LC  : Préoccupation mineure
Le Pélican gris (Pelecanus rufescens) est une espèce d'oiseaux de la famille des Pelecanidae.

## Description
Cet oiseau mesure de 125 à 133 cm de longueur pour une envergure de 265 à 290 cm et une masse de 4 à 7 kg.
L'adulte présente un plumage blanchâtre teinté de gris. Il possède un bec et une poche gulaire jaune pâle. L'immature a le dos et les ailes brun marbré, le croupion blanc, le bec et les pattes jaunâtre terne.

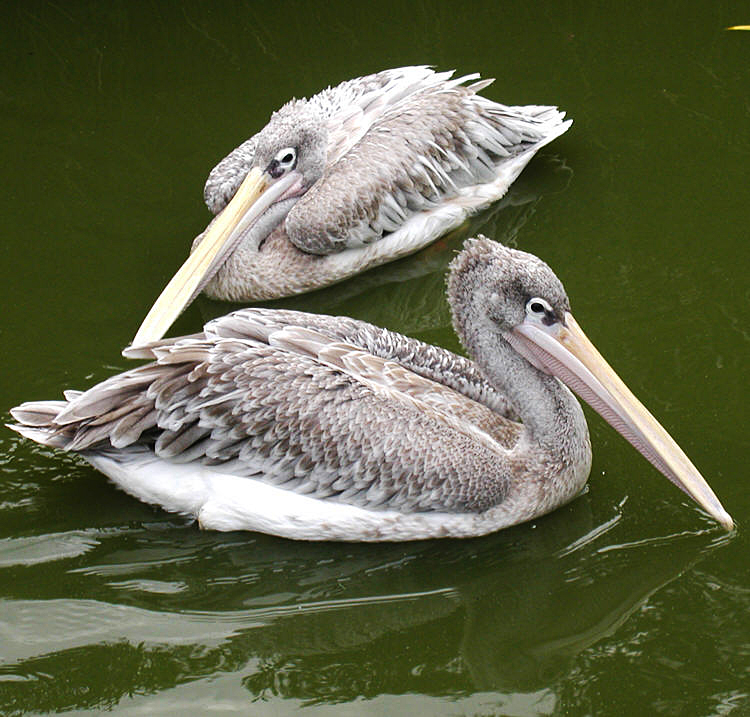
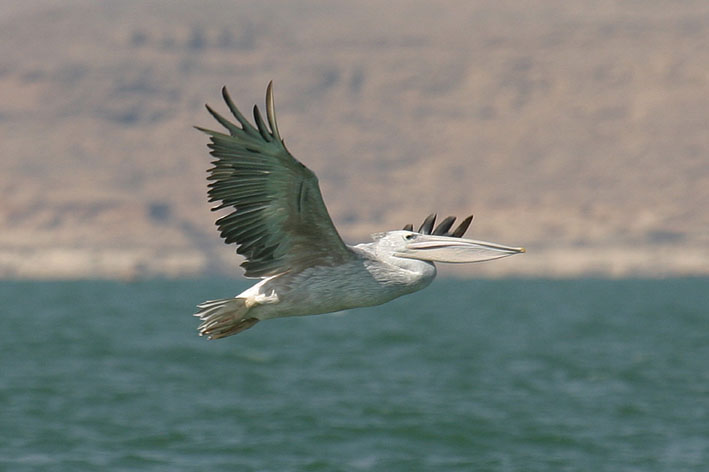
En vol au lac Nasser.
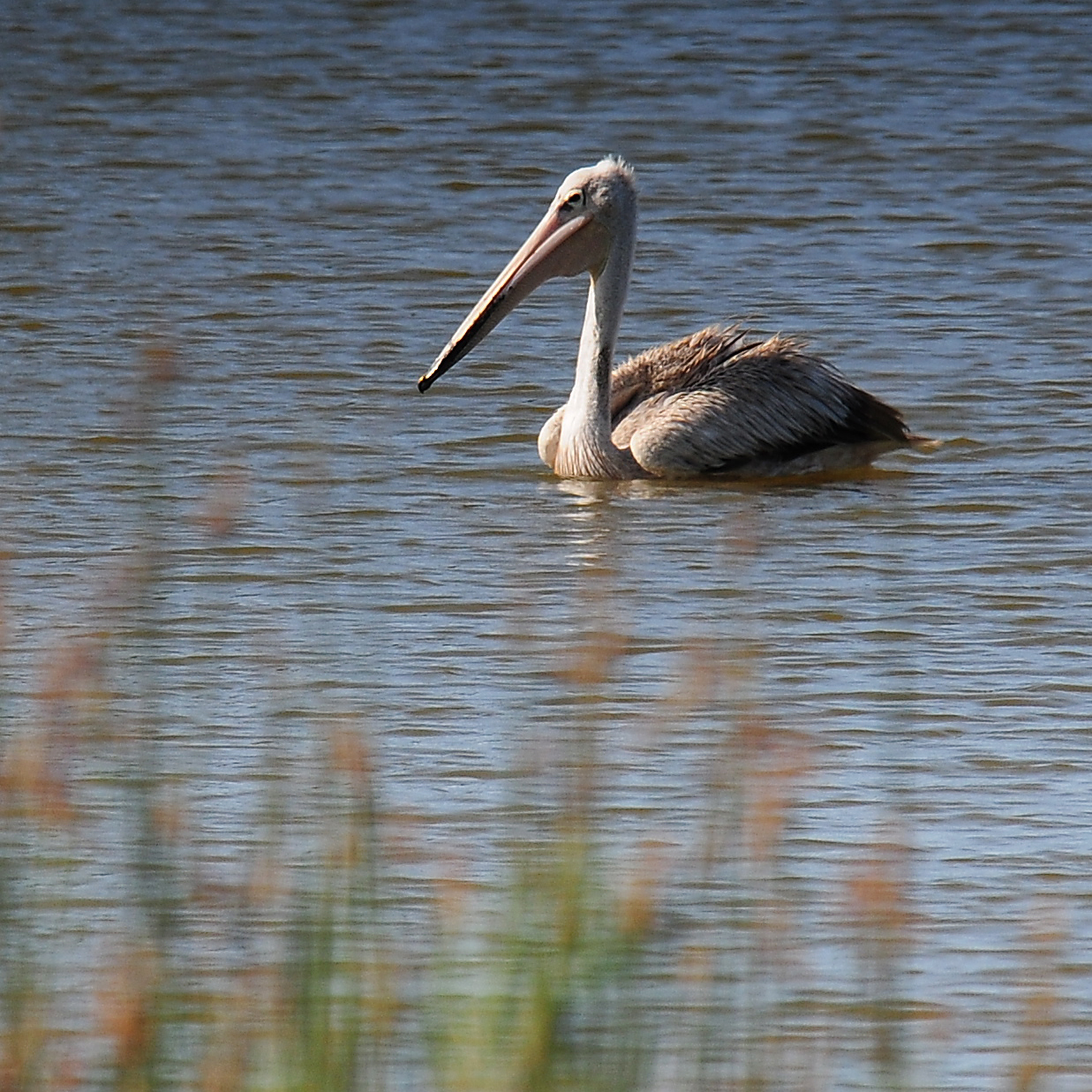
Au lac Sainte-Lucie (Afrique du Sud).

## Répartition
Il vit en Afrique subsaharienne.

## Habitat
Cet oiseau fréquente les grandes étendues d'eau. 

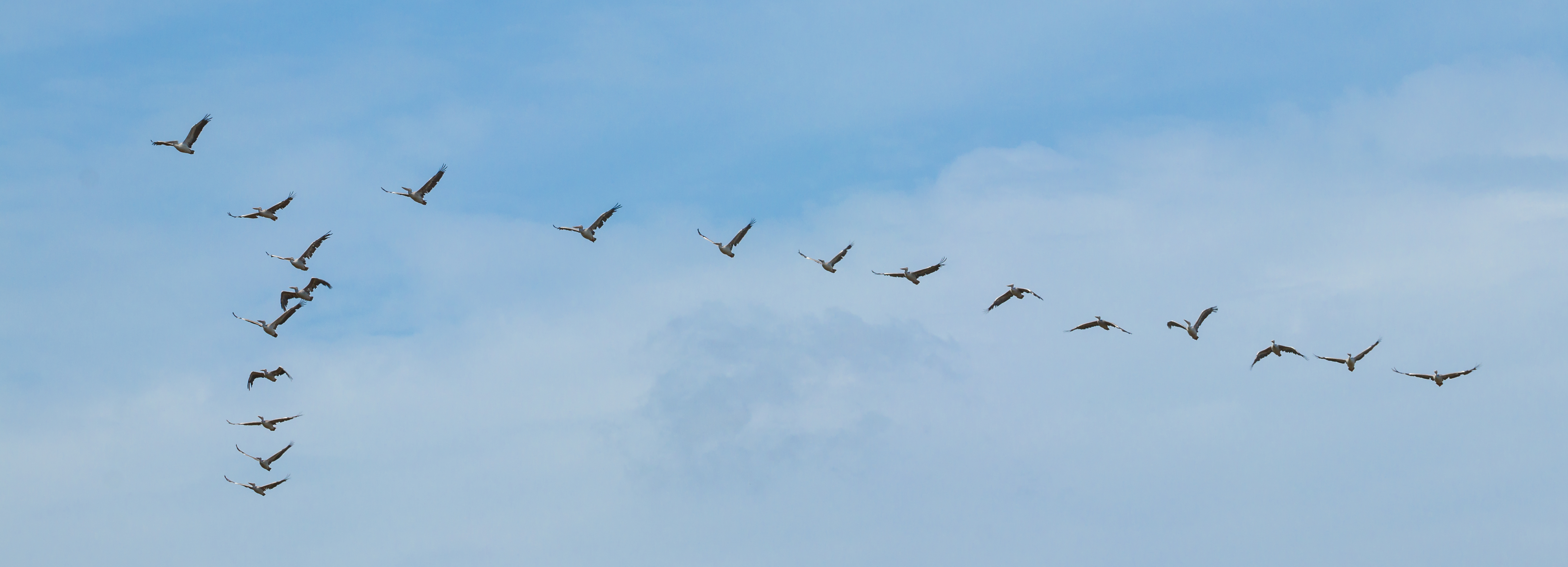
Un vol de pélicans gris présent à la réserve Africaine de Sigean dans l'Aude (département), France. Septembre 2019.

## Liens externes

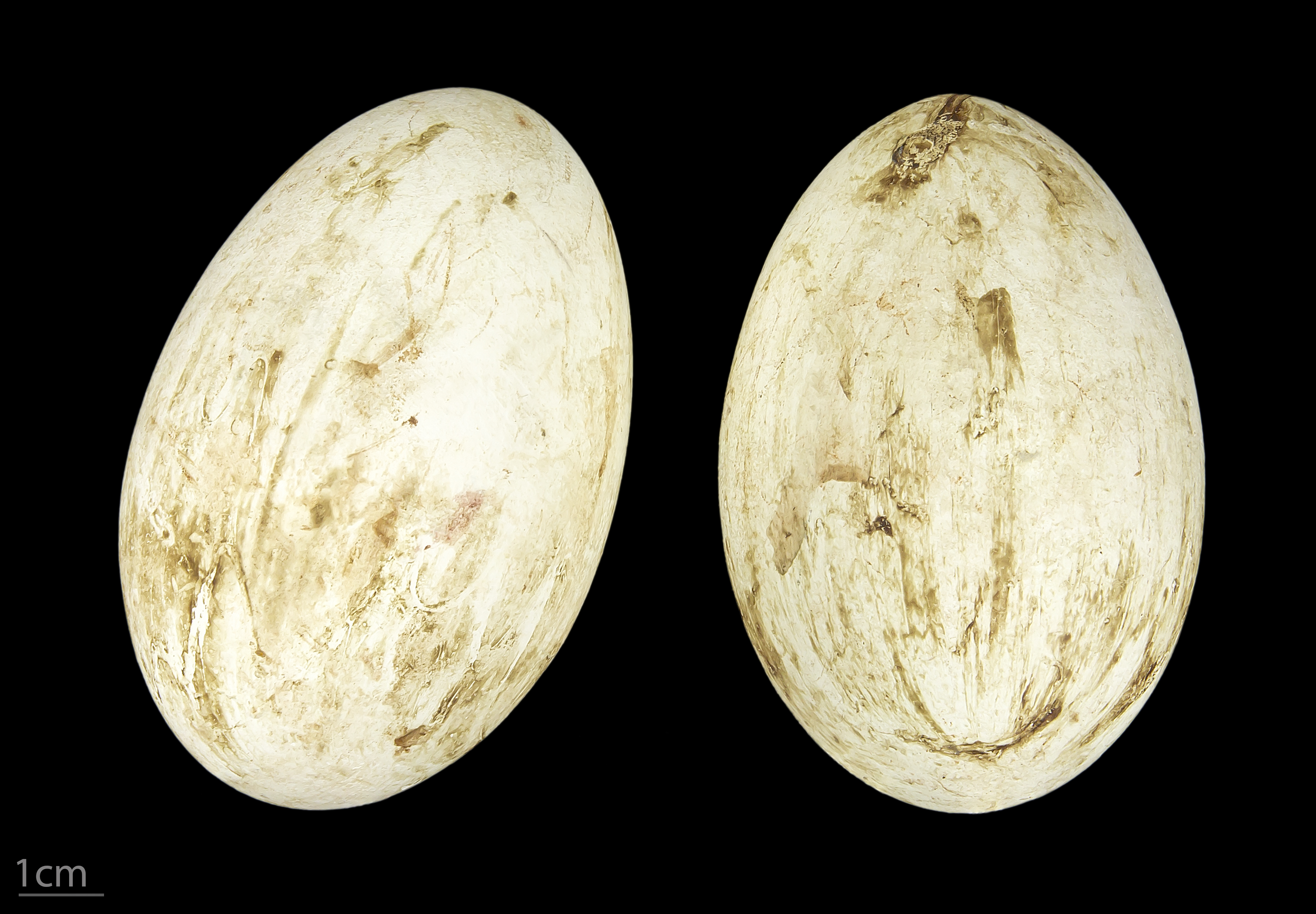
Pelecanus rufescens - MHNT.